# التدخل التركي في شمال العراق 2015
التدخل التركي في شمال العراق يشير إلى تواجد القوات التركية في مناطق شمال العراق في منطقة بعشيقة شمال الموصل في سنة 2015، وقد قالت تركيا أن هذه القوات موجودة لتدريب قوات البيشمركة الكردية، بينما اعتبر العراق أن هذا اعتداء صارخ على سيادة العراق من قبل تركيا حيث أشارت بعض المصادر إلى وجود 120-150 جندي تركي مدعومين ب20-25 دبابة وهذا ما اعتبرته عدة جهات سياسية عراقية انتهاك لسيادة العراق على أراضيه وذلك بوجود كل هذه القوات بدون إذن رسمي من بغداد.
وفي يوم 12 ديسمبر 2015 قام العراق بتقديم احتجاج رسمي لمجلس الأمن الدولي احتجاجاً على تواجد القوات المسلحة التركية قرب مدينة الموصل شمال العراق، وقد قال رئيس الوزراء العراقي حيدر العبادي أن وجود هذه القوات يمثل انتهاك لسيادة العراق على أراضيه من قبل تركيا،
بينما قال الرئيس التركي رجب طيب أردوغان إن هذه القوات موجودة منذ زمن ومن إتفاق مسبق وقال بأنه لن يقبل سحب القوات التركية من العراق، وقد قال أيضاً رئيس إقليم كردستان مسعود برزاني أن هذه القوات كانت موجودة وأشار أن الإقليم ليس مسؤول عن وجود هذه القوات وأن الإقليم لا يسمح بانتهاك سيادة العراق على أراضيه من قبل أي دولة.
وشهدت العاصمة العراقية بغداد يوم 12 ديسمبر مظاهرات واحتجاجا واسعا على التدخل التركي في شمال العراق 2015 ودعوات إلى المظاهرات من قبل الفصائل الشيعية وزعيم حزب الدعوة نوري المالكي ورئيس كتلة بدر هادي العامري إلى النزول في الشارع يوم السبت فيما اسموه بمظاهرات السيادة احتجاجآ على التدخل التركي في شؤون العراق.

## ردود الافعال

### محلية
- العراق: عارض الكثير من الداخل التدخل التركي في شمال العراق 2015.

### دولية
- روسيا :اعتبرت روسيا ان التدخل التركي في العراق خارق للسيادة.[7][8]
- إيران: أعربت إيران عن وقوفها إلى جانب العراق.[9]
- الإمارات العربية المتحدة: دعت الإمارات إلى اجتماع عربي طارئ لبحث التدخل التركي في العراق.[10]

### منظمات دولية
جامعة الدول العربية عبر الأمين العام لجامعة الدول العربية نبيل العربي التدخل التركي في شمال العراق 2015 بالسافر.
*الامم المتحدة: قال مسؤوول اممي في الامم المتحدة ان التدخل التركي في العراق هو خرق للسيادة واضح.!